# All Good Things (Come to an End)
„All Good Things (Come to an End)” este un cântec compus de Nelly Furtado, Timbaland, Danja și Chris Martin pentru cel de-al treilea album din cariera lui Nelly Furtado, Loose (2006). A fost lansat ca al treilea single în Europa și ca al al patrulea single în SUA și Australia. Piesa a ajuns pe prima poziție în clasamentele din peste 15 țări, inclusiv Spania, Germania, Austria și Olanda.